# Swetlana Dmitrijewna Mysina

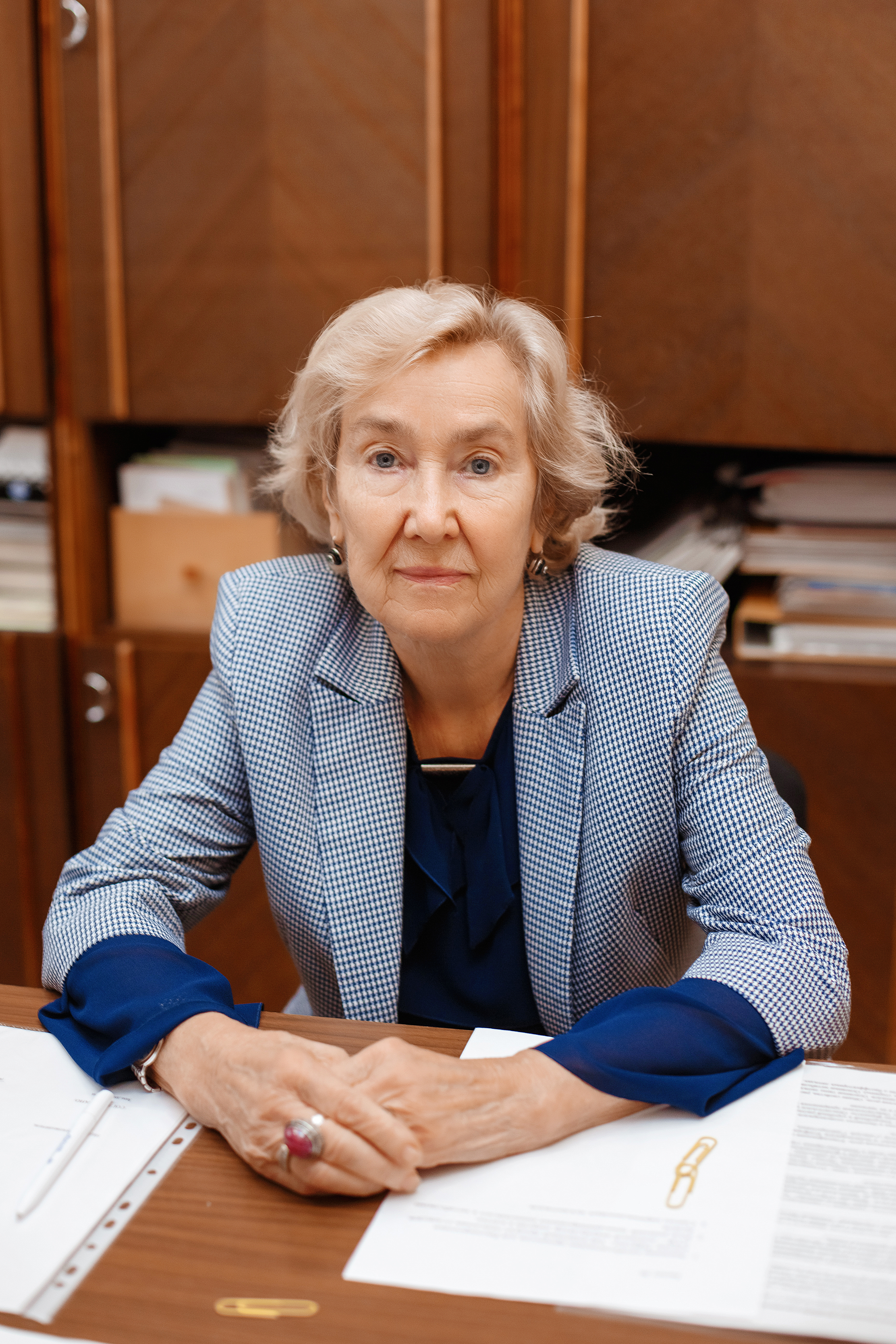
Swetlana Dmitrijewna Mysina

Swetlana Dmitrijewna Mysina (russisch Светлана Дмитриевна Мызина; * 10. Oktober 1941 in Kassimow) ist eine sowjetische bzw. russische Biochemikerin und Hochschullehrerin.

## Leben
Mysina studierte an der Universität Nowosibirsk (NGU) in der Chemie-Abteilung mit Abschluss 1964.
Ab 1965 arbeitete Mysina als Assistentin am Lehrstuhl für Physikalische Chemie der Naturwissenschaftlichen Fakultät (FJN) der NGU. 1970 begann sie dort die Aspirantur. Ab 1975 war sie Vizedekanin der FJN und lehrte am Lehrstuhl für Molekularbiologie der FJN mit Ernennung zur Dozentin 1983. Sie verteidigte 1976 ihre Dissertation über eine spezielle DNA-Alkylierung mit Erfolg für die Promotion zur Kandidatin der chemischen Wissenschaften.
Mysina wurde 1983 wissenschaftliche Mitarbeiterin und 1984 wissenschaftliche Sekretärin des Nowosibirsker Instituts für Bioorganische Chemie der Sibirischen Abteilung (SO) der Akademie der Wissenschaften der UdSSR (AN-SSSR, seit 1991 Russische Akademie der Wissenschaften (RAN)), das jetzt das Institut für Biochemie und Fundamentalmedizin der SO der RAN ist. Ein Forschungsschwerpunkt Mysinas war die Chemie der Nukleinsäuren
An der NGU hält Mysina am Lehrstuhl für Molekularbiologie die Biochemie-Vorlesung für Studenten der Biologie-Abteilung der FJN. Sie verfasste 10 Monografien und Lehrbücher über Biochemie und Bioorganische Chemie, die wiederholt im In- und Ausland erschienen.

## Ehrungen, Preise
- Ehrenurkunde des Bildungsministeriums und der Regierung der Russischen Föderation (1999)[5]
- Medaille des Verdienstordens für das Vaterland II. Klasse (1999), I. Klasse (2007)[5]
- Preis der Regierung der Russischen Föderation im Bereich Bildung (2000 zusammen mit Dmitri Knorre)[5]
- Ehrenurkunde der SO der RAN (2017)